# Paul August
Paul August (* 2. März 1906 in Kaukehmen, Ostpreußen; † 19. Februar 1980) war ein deutscher Maler und Grafiker.

## Leben
Paul August erlernte das Malerhandwerk, erwarb den Meistertitel und arbeitete an verschiedenen Orten Deutschlands, so auch in Potsdam, wo er 1931 heiratete. Ab 1943 studierte er in Posen und Königsberg und bis zum Kriegsende in Berlin-Charlottenburg bei Hans Orlowski. Angeregt durch Otto Nagel und beauftragt von der neuen Stadtverwaltung hielt er 1945 und 1946 in Zeichnungen und Aquarellen – u. a. mit den Potsdamer Künstlern Walter Bullert, Otto Heinrich und Egon von Kameke – die kriegszerstörte historische Innenstadt fest.
1946 war er Mitgründer des Schutzverbandes Bildender Künstler und 1948 der Landesmalschule Potsdam, aus der 1952 die Fachschule für angewandte Kunst hervorging, die 1955 als Außenstelle Potsdam in die Fachschule für Werbung und Gestaltung Berlin-Schöneweide eingegliedert worden war. Er hatte dort eine Dozentur. Einer seiner Schüler war Wolfgang Weber. 1970 bildete er im Auftrag der Stiftung Schlösser und Gärten Potsdam Sanssouci die ersten Restauratoren in Naturstudium und Kunstgeschichte aus.
August war Mitglied des Verbands Bildender Künstler der DDR und arbeitete in der Auftragskommission der Bezirksorganisation Potsdam mit. Außerdem gehörte er zum Vorstand der Verkaufsgenossenschaft Kunst der Zeit.
Werke Augusts befinden sich u. a. im Berliner Kupferstichkabinett, dem Potsdam-Museum und wurden in Potsdam-Publikationen wie Potsdamer Veduten veröffentlicht.

## Ehrungen
- 1966: Pestalozzi-Medaille
- 1979: Medaille 30. Jahrestag der Gründung der DDR

## Werke (Auswahl)
- Nachtdrusch (1952, Öl)[1]

## Ausstellungen
- 1947: Potsdam, Erste Landesausstellung Brandenburgischer Künstler
- 1949, 1964, 1969 und 1974: Potsdam, Bezirkskunstausstellungen
- 1951/1952: Berlin, Museumsbau am Kupfergraben („Künstler schaffen für den Frieden“)